# Isabelle Cornish
Isabelle Cornish (Lochinvar, New South Wales, 22 juli 1994) is een Australisch actrice. Ze is bekend van haar rollen in televisieseries als Home and Away en Puberty Blues. In 2017 speelde ze de rol van Crystal in de Amerikaanse Marvel Studios televisieserie Inhumans.

## Biografie

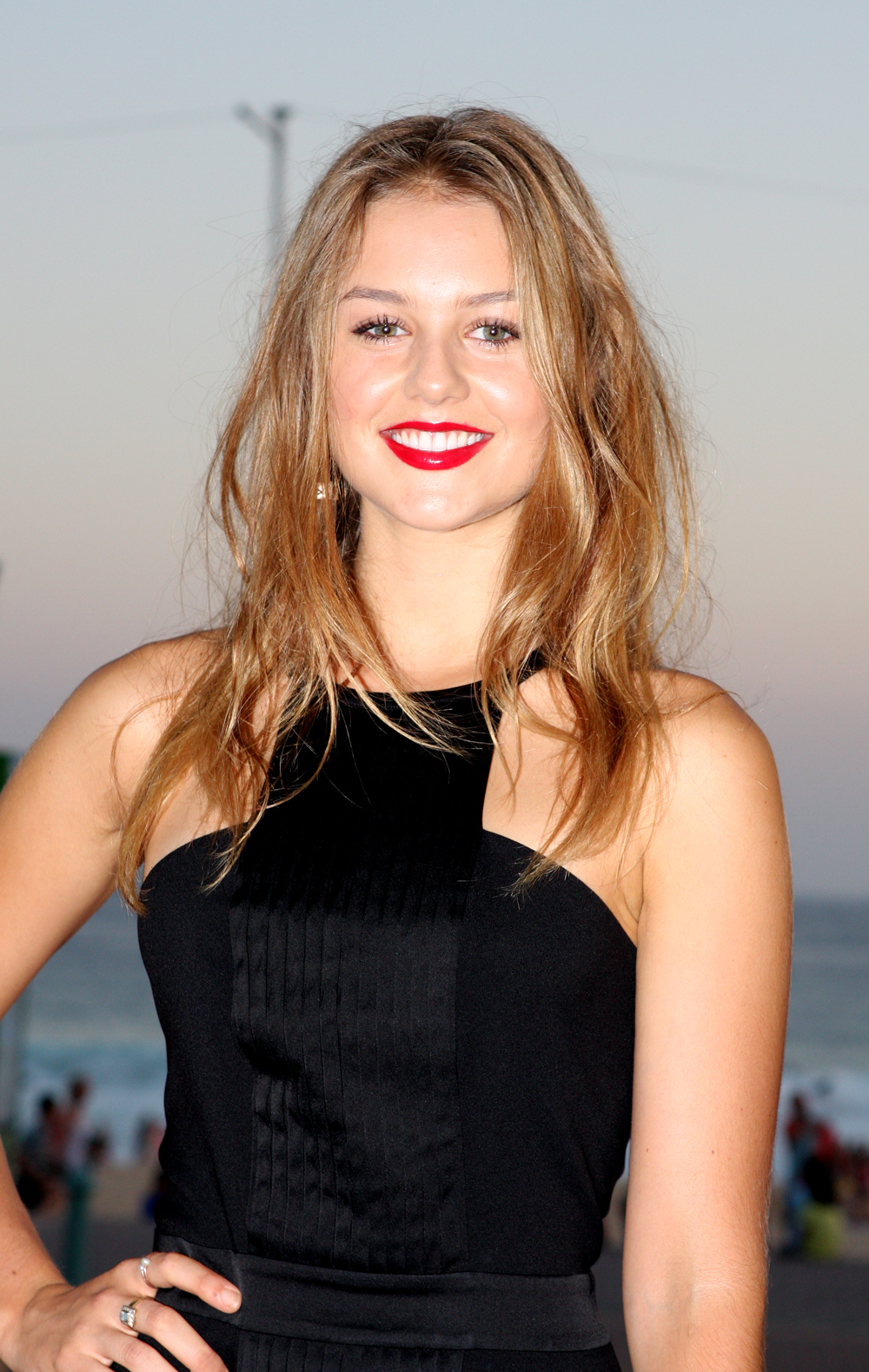
Cornish op het Flicker Short Film Festival in 2013

Cornish werd geboren als de dochter van Shelley en Barry Cornish. Ze is de jongere zus van Abbie Cornish, die ook actrice is. Cornish deed ook modellenwerk en ging naar de Hunter School of the Performing Arts.
Cornish had in 2012 haar eerste grote rol te pakken als Christy Clarke in de televisieserie Home and Away. Twee jaar later filmde ze een pilot voor Sea of Fire in Vancouver, Canada. In 2017 werd Cornish gecast als Crystal in de Amerikaanse televisieserie Inhumans van Marvel Studios. Deze serie was te zien op het Amerikaanse televisieserie netwerk ABC.

## Filmografie

### Films
| Jaar | Titel         | Rol             | Opmerkingen |
| ---- | ------------- | --------------- | ----------- |
| 2012 | Arc           | Sophie          | Korte film  |
| 2017 | Australia Day | Chloe Patterson |             |

### Televisie
| Jaar    | Titel                         | Rol            | Extra     |
| ------- | ----------------------------- | -------------- | --------- |
| 2020    | Devs                          | Lydon          | Miniserie |
| 2011    | Rescue: Special Cops          | Lily Regan     | 1 afl.    |
| 2012    | Dance Academy                 | Elke           | 1 afl.    |
| 2012    | Home and Away                 | Christy Clarke | 6 afl.    |
| 2011-12 | Puberty Blues                 | Vicki          | 17 afl.   |
| 2017    | Inhumans                      | Crystal        | 8 afl.    |
| 2021    | Nine Perfect Strangers        | Lulu           | 6 afl.    |
| 201     | SAS Australia: Who Dares Wins | Deelnemer      | Seizoen 2 |